# Abu Bakr-moskén
Abu Bakr-moskén (albanska: Xhamia Ebu Beker) är en moské belägen i staden Shkodra i Shkodër prefektur, Albanien. Moskén ritades av ARC Architectural Consultants och byggdes från 1994 till 1995 på platsen för den gamla Fushë Çela-moskén, som förstördes under den kommunistiska eran. Moskébygget finansierades av den saudiske entreprenören Sheikh Zamil Abdullah Al-Zami. Den är uppkallad efter Abu Bakr, den förste kalifen efter profeten Muhammeds död. Invigningen hölls den 27 oktober 1995 och moskén renoverades 2008. Fushë Çela-moskén (1917).
Moskén täcker 622,72 kvadratmeter och rymmer 1 300 tillbedjare. Minareten är 41,11 meter hög och kupolen sträcker sig upp till 24 meter. Fushë Çela-moskén var historiskt viktig för stadens vetenskapliga lärande och lockade kända islamiska forskare och teologer. Moskén är ett arv från ottomanska riket, som förstördes av Socialistiska folkrepubliken Albanien. Moskén hade en gång en egen madrassa (koranskola).

## Galleri

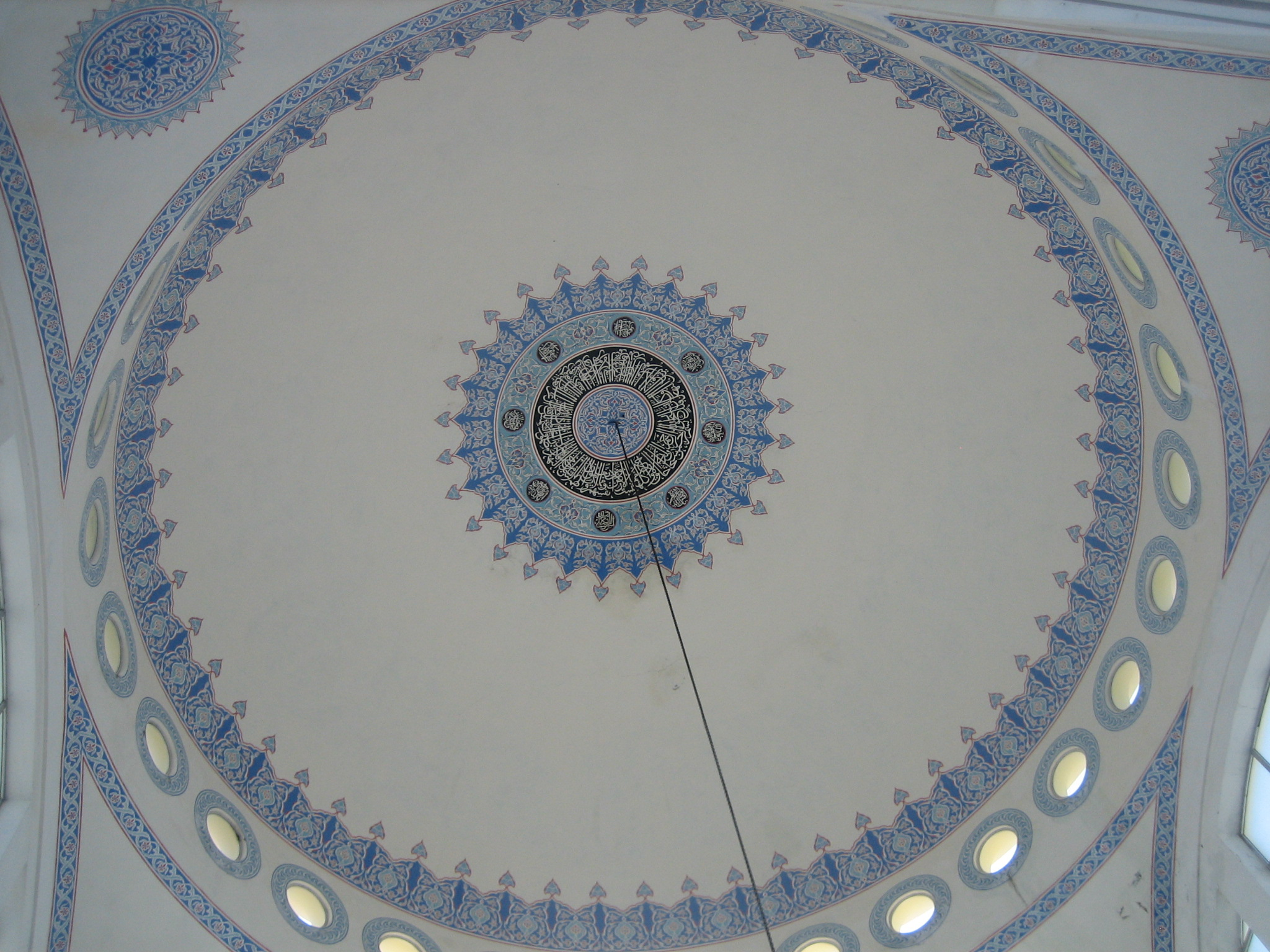
Interiören sedd från kupolen.
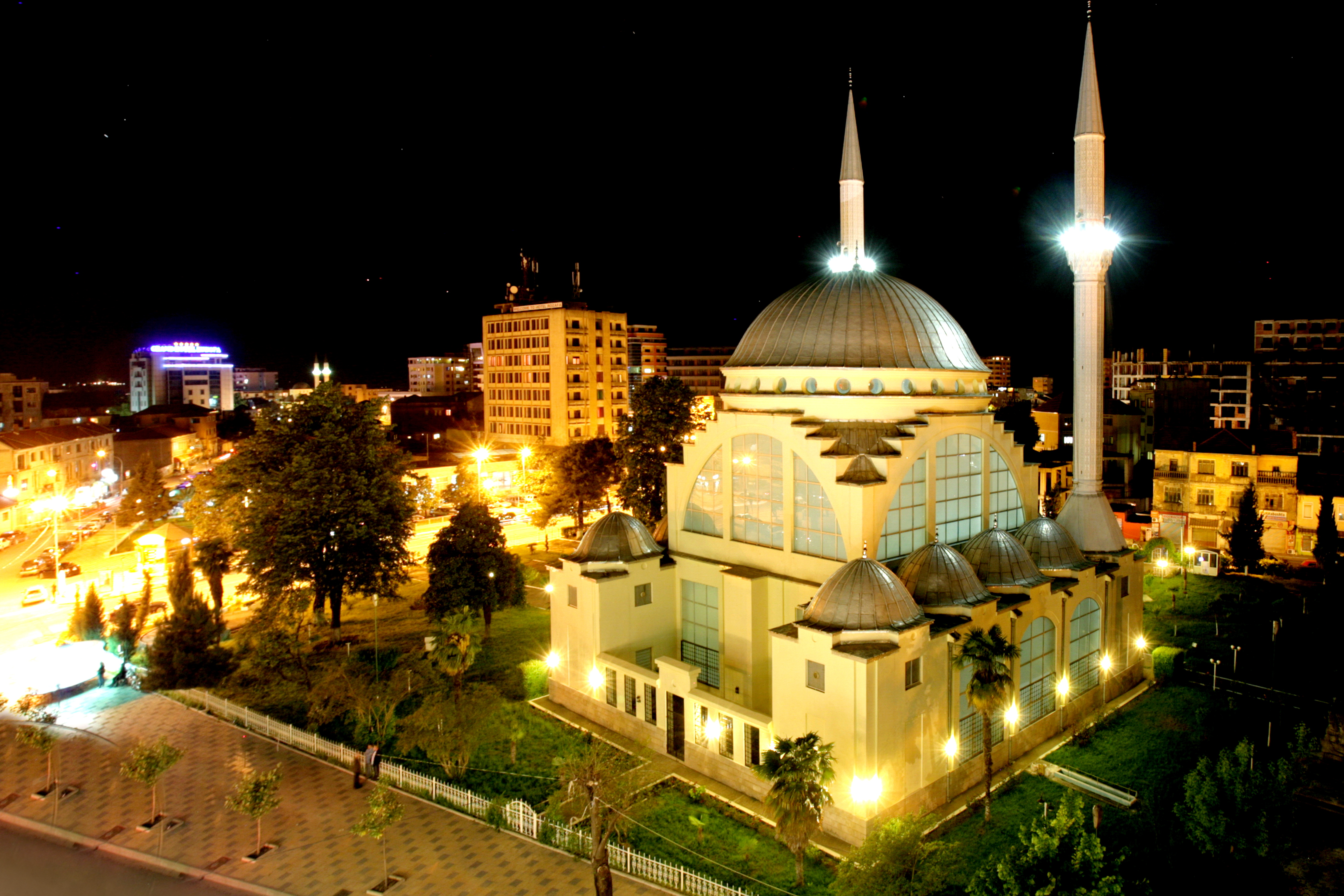
Nattlig utsikt från moskén.
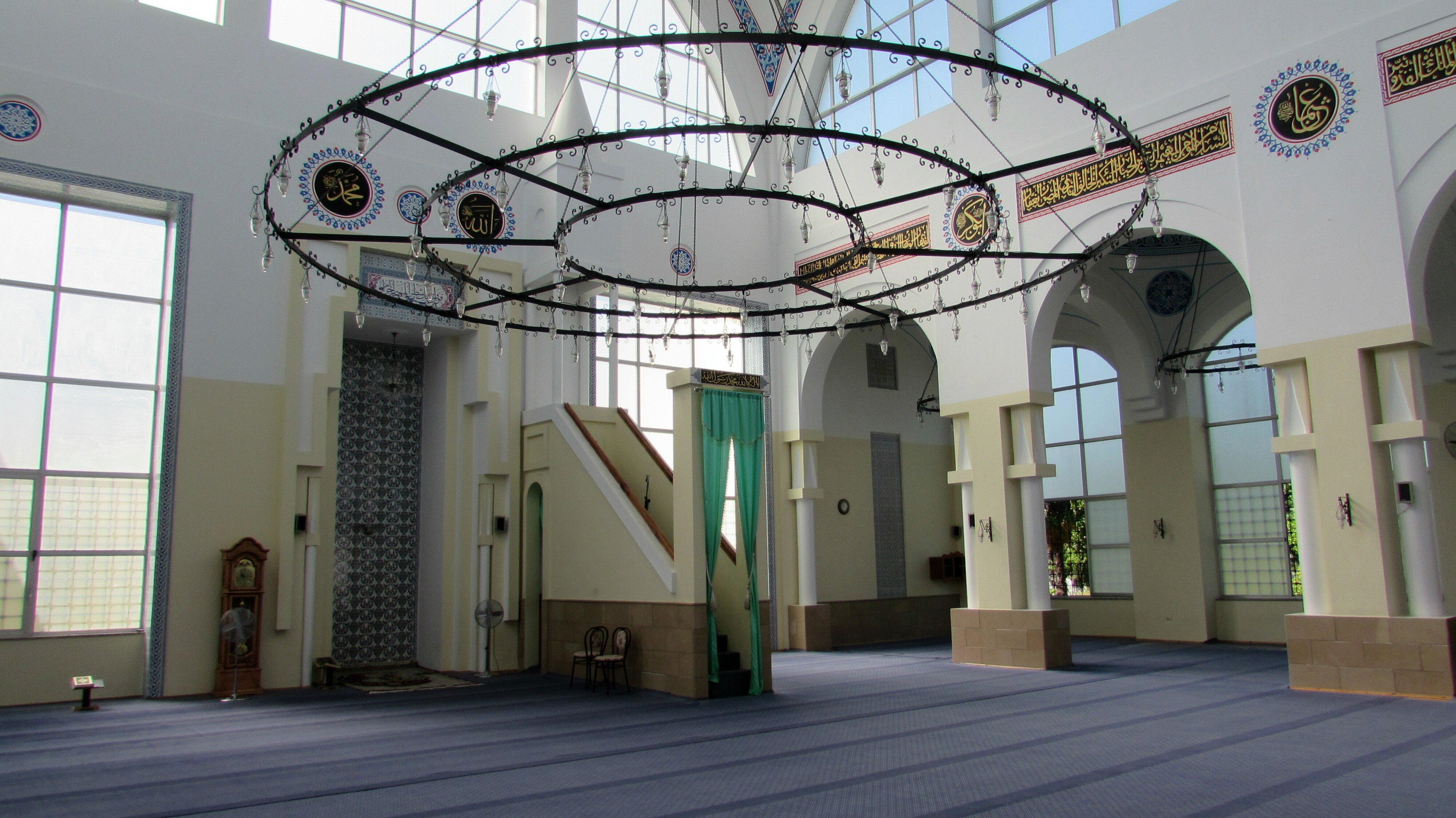
Moskéns interiör.